# Mi gitana
Mi gitana es una miniserie española de tres capítulos que adapta a la ficción la vida de la cantante Isabel Pantoja. Está dirigida por Alejandro Bazzano y protagonizada por Blanca Apilánez, Aníbal Soto, Eva Marciel y Carmen Gutiérrez.

## Sinopsis
Tras la muerte de Paquirri, Isabel Pantoja (Eva Marciel) intentará rehacer su vida. Después de un tiempo Isabel conoce a Encarna Sánchez (Blanca Apilánez) y se convierten en amigas íntimas. A Encarna le diagnostican cáncer en la garganta. Su amistad con Encarna se trastoca cuando Isabel conoce a María del Monte (Lulú Palomares) y Encarna se enfada con Isabel. Más tarde María le comunica a Isabel que Encarna ha fallecido e Isabel llora tristemente. Unos años más tarde, Isabel conoce a Julián Muñoz (Aníbal Soto) y se enamoran. Mayte Zaldívar (Carmen Gutiérrez), la esposa de Julián, les denuncia por supuesto blanqueo de dinero. Entonces, Isabel y Julián deberán pasar días en prisión.

## Reparto
- Blanca Apilánez como Encarna Sánchez.
- Aníbal Soto como Julián Muñoz.
- Eva Marciel como Isabel Pantoja.
- Carmen Gutiérrez como Mayte Zaldívar.
- Lulú Palomares como María del Monte.
- Juanma Lara como Jesús Gil.
- Fanny de Castro como Ana Martín, madre de Isabel.
- Ana Goya como María Navarro.
- Borja Navas como Kiko Rivera.
- Rodrigo Poison como Diego Gómez.
- Javier Mora como Agustín Pantoja.
- Amalia Arnal como Isabel "Chabelita" Pantoja, hija de Isabel Pantoja.

## Audiencias
| Parte | Título                        | Fecha de emisión        | Espectadores | Share |
| ----- | ----------------------------- | ----------------------- | ------------ | ----- |
| 1     | Vuelta a los escenarios       | 5 de marzo de 2012      | 3.799.000    | 20,2% |
| 2     | Isabel Pantoja y Julián Muñoz | 12 de marzo de 2012     | 3.735.000    | 20,4% |
| 3     | El desenlace                  | 19 de marzo de 2012     | 3.238.000    | 18,4% |
| Total | Total                         | 5 - 19 de marzo de 2012 | 3.591.000    | 19,6% |